# زوم برابر زوم
زوم برابر زوم (به هندی: Jhoom Barabar Jhoom) فیلمی است محصول سال ۲۰۰۷ و به کارگردانی شاد علی است. در این فیلم بازیگرانی همچون بابی دیول، آبیشک باچان، پریتی زینتا، لارا دوتا، آمیتاب باچان، میرا سایال ایفای نقش کرده‌اند.